# Jožef Zimšek
Jože(f) Zimšek, slovenski politik, * 11. marec 1944.
Po poklicu je gradbenik. Bil je prvi župan Celja po zadnji reformi lokalne samouprave (1994-1998).
Kot poslanec LDS je bil član 2. državnega zbora Republike Slovenije (1996-2000).